# São Miguel (Kaapverdië)
São Miguel is een van de 22 gemeentes van Kaapverdië. Het ligt in het noordoosten van het eiland Santiago. De hoofdplaats van de gemeente is Calheta de São Miguel.
Binnen de gemeente is er één parochie: São Miguel Arcanjo.

## Geschiedenis
São Miguel werd in 1991 opgericht. Daarvoor maakte het deel uit van de gemeente Tarrafal.

## Politiek
Kaapverdië wordt op gemeentelijk niveau, net als op landelijk niveau, beheerst door twee partijen: aan de linkerzijde de PAICV en aan de rechterzijde de MpD.

## Bevolkingsontwikkeling
| 1990   | 2000   | 2010   |
| ------ | ------ | ------ |
| 13.787 | 16.128 | 17.602 |

## Economie
De economie bestaat uit landbouw, visserij en toerisme, gevolgd door handel. Het grootste deel van de bevolking woont op het platteland.